# BLS RABe 526

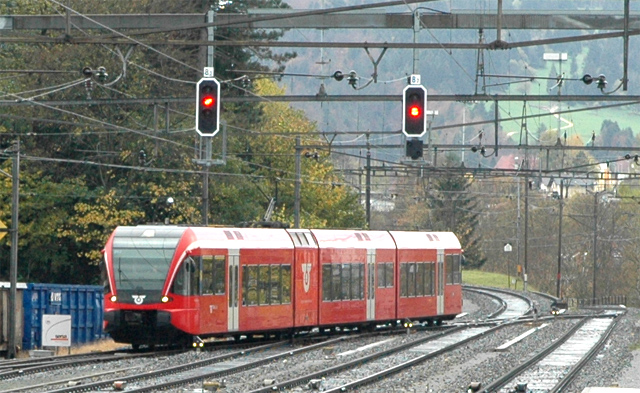
RABe 2/8 entrant en gare de Moutier

Les RABe 526 étaient des rames du BLS, faisant partie de la famille des Stadler GTW. L'ensemble du parc a été revendu aux CFF pour le changement d'horaire du 15 décembre 2013.

## Historique
Stadler Rail livra aux Regionalverkehr Mittelland (RM) leurs six premières rames GTW en 2003, numérotées RABe 526 260 à 265. Elles étaient en configuration 2/6, soit deux voitures-pilote encadrant un élément moteur, pour une configuration d'essieux 2’+Bo’+2’. La série fut complétée l’année suivante par sept nouveaux trains (no 280 à 286) comprenant chacun une caisse intermédiaire supplémentaire, pour une disposition d’essieux 2/8.
Selon le constructeur thurgovien, cette série représente la première version électrique de la troisième génération des GTW, disposant d’une augmentation de la puissance et d’une commande indépendante.
Le 24 avril 2006, les RM fusionnent avec le BLS Lötschbergbahn et l’ensemble du parc ferroviaire est repris par la nouvelle entité, le BLS AG. Tous les autres véhicules des RM reçoivent la nouvelle livrée BLS bleu/gris/noir/portes vert fluo lors de leur passage en révision générale, mais la série des RABe 526 étant récente, toutes ont gardé encore de nos jours la livrée rouge RM.
Entre 2009 et 2010, les six RABe 2/6 260 à 265 sont normalisés par l’adjonction d’une caisse intermédiaire ; toutes les 526 sont désormais des RABe 2/8 (2’+Bo’+2’+2’).
Jusqu’au changement d’horaire de fin 2010, elles parcouraient encore la ligne Sonceboz-Sombeval – Moutier et Moutier – Soleure, par le tunnel du Weissenstein. Les Dominos CFF ont pris possession de la desserte dès le 12 décembre 2010.
Selon la numérotation UIC, les rames portent l'immatriculation RABe 94 85 7526 260 à 265 et RABe 94 85 7526 280 à 286.

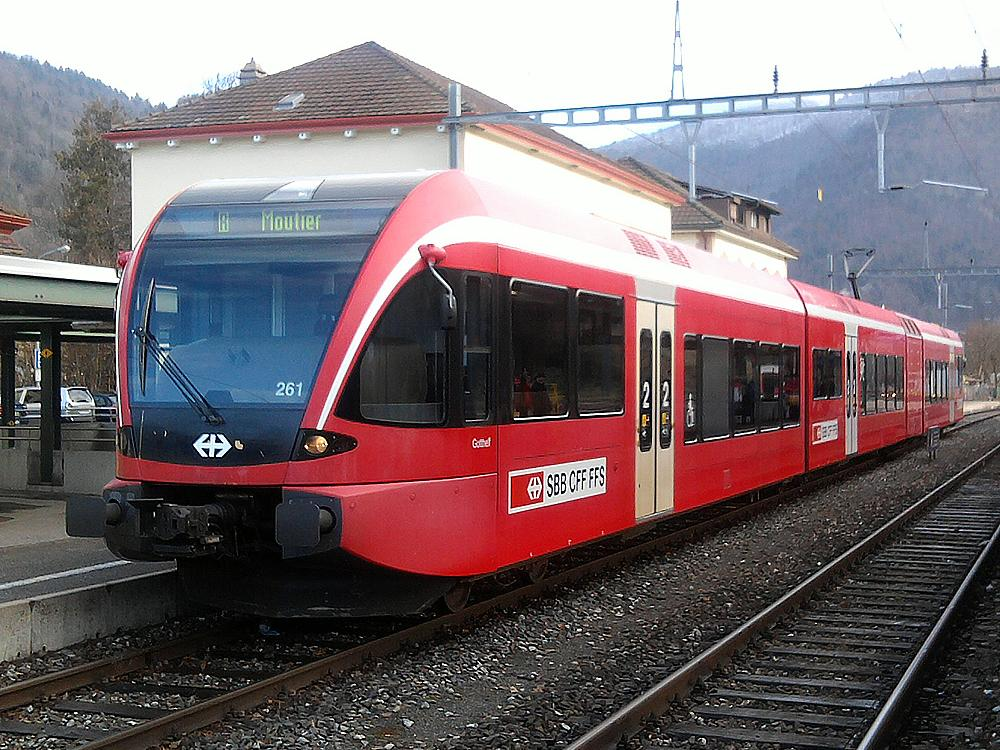
RABe 526 261, toujours baptisée Gotthelf, arborant le logo des CFF en gare de Sonceboz-Sombeval

### Vente aux CFF
Au 15 décembre 2013, le BLS a cédé l'ensemble du parc aux CFF, qui les exploitent à nouveau sur la relation Sonceboz-Sombeval – Moutier et Moutier – Soleure, ainsi que sur la ligne Bienne – La Chaux-de-Fonds. Les RABe 526 se montrent mieux adaptée au profil de ces lignes que les rames RBDe 560 « Domino » qui les avaient remplacées sur ces relations à peine trois ans plus tôt.
Les RABe 526 ont conservé leurs immatriculations et la livrée rouge RM (délavée) ; le seul changement est le logo CFF qu'elles arborent désormais.

### Tableau des rames
| No CFF    | Baptême            | Notes                                 |
| --------- | ------------------ | ------------------------------------- |
| 526 260-5 | Luzerner Interland | config. 2/6 (2’+Bo’+2’) jusqu'en 2010 |
| 526 261-3 | Gotthelf           | config. 2/6 (2’+Bo’+2’) jusqu'en 2010 |
| 526 262-1 | Weissenstein       | config. 2/6 (2’+Bo’+2’) jusqu'en 2010 |
| 526 263-9 | Emme               | config. 2/6 (2’+Bo’+2’) jusqu'en 2010 |
| 526 264-7 | Napf               | config. 2/6 (2’+Bo’+2’) jusqu'en 2010 |
| 526 265-4 | Wankdorf           | config. 2/6 (2’+Bo’+2’) jusqu'en 2010 |
| 526 280-3 | Aare               |                                       |
| 526 281-1 | Pierre Pertuis     |                                       |
| 526 282-9 | Oberaargau         |                                       |
| 526 283-7 | Willisau           |                                       |
| 526 284-5 |                    |                                       |
| 526 285-2 |                    |                                       |
| 526 286-0 |                    |                                       |

## Modélisme ferroviaire
Les RABe 526 du BLS ont été reproduites par HAG (échelle HO) et Piko (échelles HO et N), en série limitée suisse pour cette dernière marque.